# Laissez-passer (film)
Pour les articles ayant des titres homophones, voir Laisser-passer (bridge) et Laissez passer (chanson).
Pour plus de détails, voir Fiche technique et Distribution.
Laissez-passer est un 
film historique français réalisé par Bertrand Tavernier, sorti en 2002.
Le film brosse un portrait des conditions sur les plateaux de tournage parisiens pendant l'Occupation.

## Synopsis
À Boulogne-Billancourt en 1942, au milieu des épreuves ; dont un bombardement des usines Renault, la concurrence est forte entre les industries cinématographiques française et allemande (la Continental) pour recruter les talents littéraires nécessaires à la rédaction des scénarios.

## Fiche technique
- Titre : Laissez-passer
- Réalisation : Bertrand Tavernier
- Scénario : Jean Cosmos, Bertrand Tavernier, d'après les mémoires de Jean Devaivre
- Musique : Antoine Duhamel ; Je crois entendre encore (Bizet, Les Pêcheurs de perles) par Tino Rossi
- Photographie : Alain Choquart
- Son : Michel Desrois
- Montage : Sophie Brunet
- Décors : Émile Ghigo
- Costumes : Valérie Pozzo di Borgo
- Production : Frédéric Bourboulon, Alain Sarde, Christine Gozlan, Roland Pellegrino
- Sociétés de production : France 2 Cinéma, France 3 Cinéma, KC Medien, Les Films Alain Sarde, Little Bear, Studiocanal, Vertigo Entertainment
- Sociétés de distribution : BAC Films, 01 Distribution, Artificial Eye
- Budget : 104 millions de francs
- Pays de production :  France
- Format : couleurs - 2,35:1 - Stéréo - 35 mm
- Genre : Drame et biopic
- Durée : 170 minutes
- Dates de sortie :
  - France : 9 janvier 2002
  - Belgique : 23 janvier 2002
  - Allemagne : 8 février 2002 (Berlinale)
- Visa : n° 100889, tous publics

## Distribution
- Jacques Gamblin : Jean Devaivre
- Denis Podalydès : Jean Aurenche
- Charlotte Kady : Suzanne Raymond
- Marie Desgranges : Simone Devaivre
- Ged Marlon : Jean-Paul Le Chanois
- Philippe Morier-Genoud : Maurice Tourneur
- Laurent Schilling : Charles Spaak
- Maria Pitarresi : Reine Sorignal
- Christian Berkel : Alfred Greven
- Richard Sammel : Richard Pottier
- Marie Gillain : Olga
- Olivier Gourmet : Roger Richebé
- Philippe Saïd : Pierre Nord
- Liliane Rovère : Mémaine
- Götz Burger (de) : Bauermeister
- Serge Riaboukine : Louis Née
- Didier Sauvegrain : Armand Thirard
- Thierry Gibault : Paul Maillebuau
- Christophe Odent : Pierre Bost
- Olivier Brun : Jacques Dubuis
- Pierre Lacan : Louis Devaivre
- Jean-Yves Roan : René Fléchard
- Bruno Raffaelli : Glinglin
- Jean-Claude Calon : Marcel
- Herrade : une femme de l'hôtel du Square
- Viviane Crausaz : une femme de l'hôtel du Square
- Noëlle Cazenave : Arlette
- Jörg Schnass : le major allemand
- Dominique Paciti : l'infirmière chef
- Dominique Dubreuil : le médecin de la pouponnière
- Pascal Leguennec : Fred
- Eric Petitjean : Roger
- Michel Charvaz : Georges Million
- Jean-Yves Ruf : Albert
- Jean-Paul Audrain : Arrignon
- Emmanuelle Bataille : une femme (tournage de Huit hommes)
- Guillaume Viry : le garde champêtre
- Vincent Schmitt : Léon
- Valérie Dermagne : Paula (actrice de Huit hommes))
- Jean-Luc Buquet : Le gardien de la Continental
- Hans-Werner Meyer : Von Schertell
- Betty Teboulle : Mme Carpentier
- Philippe Duclos : Marcel Bryau
- Radu Duda : Andrejew
- Niels Dubost : Didot
- Pierre Berriau : Mickey
- François Loriquet : Douillet
- Philippe Frécon : Bébert
- Jean-Christophe Chavanon : le pompier de service
- Philippe Polet : Arthur
- Richard Guedj : Jules
- Claude Aufaure : Roland-Manuel
- Valérie Baurens : Marinette Burguiere
- Jean-Pierre Léonardini : Laurencie
- Daniel Gerno : Camille
- Françoise Sage : Agathe
- Jean-Claude Frissung : Foulioux
- Tonio Descanvelle : René Wheeler
- Sébastien Thiéry : André Cayatte
- Daniel Dublet : le policier arrestation
- Wolfgang Pissors : l'Allemand arrestation
- Géraldine Salès : figurante du tournage du Bonheur des dames
- Noémie Dalies : figurante du tournage du Bonheur des dames
- Béatrice Guerrero : figurante du tournage du Bonheur des dames
- Henri Attal : Raoul
- Patrice Verdeil : le menuisier
- Françoise Bette : la mère de Devaivre
- Lara Guirao : la chanteuse de rue
- Jean Leber : le violoniste
- Renato Tocco : l'accordéoniste
- Frédéric Bourboulon : un passant du métro
- Christina Crevillén : la vendeuse de l'épicerie
- Isabelle Olive : la femme de l'épicerie
- Daniel Langlet : Masson
- Daniel Delabesse : Claude Autant-Lara
- Tania Torrens : Marraine
- Jacques Bondoux : l'homme théâtre #1
- Philippe Lebas : l'homme théâtre #2
- Christophe Calmel : l'homme théâtre #3
- Jacques Boudet : Le patron du bistrot
- Philippe Meyer : le modèle de Maigret
- Christophe Rouzaud : le policier repérages
- Patrick Brossard : Gastyne
- Alain Ollivier : le médecin de la Continental
- Stefan Elbaum : le comparse de Pierre Nord
- Patrick Courteix : le cheminot du fourgon à vélos
- Iddo Goldberg : le pilote du Lysander
- Robert Glenister : Captain Townsend
- Tim Pigott-Smith : Fleming
- Toby Sedgwick : Thomson
- Jeremy Child : Jeremy
- Jonathan Kydd : dispatcher Dakota
- Stéphane Butet : l'employé de la gare de Moulins
- Max Morel : le policier de la Continental #1
- Antoine Coesens : Le policier de la Continental #2
- Gilles Gaston-Dreyfus : René Blech
- Jean-Michel Noirey : Jussieu
- Frédéric Nouhaud : le policier prison
- Philippe Ivancic : l'accessoiriste "Caves"
- Edwin Krüger : officier allemand en civil
- Bertrand Tavernier : le narrateur

## Distinctions
- Prix du meilleur acteur (Jacques Gamblin) et de la meilleure musique, ainsi que nomination à l'Ours d'or, lors du Festival de Berlin 2002.
- Prix du meilleur film, meilleur réalisateur, meilleur scénario et meilleur second rôle masculin (Denis Podalydès), lors du Festival international du film de Fort Lauderdale (Floride, États-Unis) 2002.
- Nomination aux Césars de la meilleure musique et des meilleurs décors en 2003.

## Autour du film
- La sortie du film a fait l'objet d'une bataille judiciaire entre Bertrand Tavernier et Jean Devaivre. Ce dernier assigna la production du film en justice, arguant que l'on ne reconnaissait pas sa qualité de coauteur, et que des éléments de sa propre histoire y avaient été déformés. Réclamant l'interdiction de sortie du film ainsi que des dommages et intérêts, il n'obtint que l'ajout de la mention « Le scénario de Jean Cosmos et Bertrand Tavernier est inspiré notamment des mémoires de Jean Devaivre » tout à la fin du générique[1],[2].
- Le film retraçant l'histoire réelle du cinéma français durant l'Occupation, de nombreux personnages ayant existé sont présents dans le film. Il en résulte que le film dispose de cent quinze rôles parlants, l'un des records pour un long métrage français[3].
- Marie Desgranges, qui campe le personnage de Simone Devaivre, est également l'interprète de la chanson du générique de fin.
- La bande sonore incorpore un grand succès de l'époque par Tino Rossi : l'interminable calvaire à vélo de Jacques Gamblin / Jean Devaivre qui pédale  jusqu'à la limite de ses forces pour rejoindre sa femme réfugiée à la campagne, est souligné par la Romance de Nadir (ou Je crois entendre encore) des Pêcheurs de perles, opéra de Georges Bizet. Il s'agit de l'unique interprétation d'art lyrique de Tino Rossi.
- Anachronisme : lors du premier déménagement d'Aurenche, la station de métro est signalée par un  "M , 12 " qui n'apparut que dans les années 1980. Quelques plans plus tard, Devaivre attend le « saboteur » (Didot = René Hardy) devant une station signalée, elle, par un « Ligne no 4 » d'époque (bien que le plan en place du réseau, flou, semble également anachronique).